# Olympijská charta

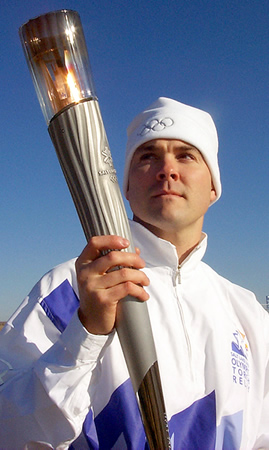
John Nowak nese olympijskou pochodeň do Salt Lake City na zahájení Zimních olympijských her v roce 2002.

Olympijská charta je mezinárodní textový dokument, který definuje základní cíle, zásady a řády Olympijského hnutí a olympismu. Zároveň také přesně definuje olympijské hry a jednoznačně vymezuje postavení Mezinárodního olympijského výboru a jednotlivých národních olympijských výborů v rámci celého Olympijského hnutí.

## Historie
Termín zavedl baron Pierre de Coubertin již na počátku olympijského hnutí v roce 1894. Tehdy se společně s Jiřím Stanislavem Guth-Jarkovským stal prvním autorem první verze Olympijské charty, která byla poprvé schválena na 1. olympijském kongresu v roce 1894. Další významná verze byla schválena i částečně publikována v roce 1914 na 6. olympijském kongresu, nicméně práci na textu přerušila první světová válka do té míry, že definitivní verze Olympijské charty byla schválena až v roce 1921 na 7. olympijském kongresu. Tato historická verze platila prakticky až do konce druhé světové války, těsně po válce v roce 1946 od ní bylo na 30 let upuštěno.

## Současnost
K dalšímu oživení původního pojmu Olympijská charta došlo až v 70. letech 20. století, kdy od roku 1978 opět olympijské řády nesou toto označení. Poslední a současně platná verze Olympijské charty platí od 7. července 2007.

## Hlavní části textu
- Základní zásady a principy (úvod, preambule, šest základních principů)
- Kapitola I. – olympijské hnutí a jeho činnost

1. Složení a obecná organizace olympijského hnutí
2. Poslání a úloha M.O.V (Prováděcí ustanovení k pravidlu 2)
3. Uznání M.O.V
4. Olympijský kongres (Prováděcí ustanovení k pravidlu 4)
5. Olympijská solidarita (Prováděcí ustanovení k pravidlu 5)
6. Olympijské hry (Prováděcí ustanovení k pravidlu 6)
7. Práva k olympijským hrám a k olympijskému vlastnictví
8. Olympijský symbol
9. Olympijská vlajka
10. Olympijské heslo
11. Olympijské emblémy
12. Olympijská hymna
13. Olympijský oheň a olympijské pochodně
14. Olympijská označení

- Kapitola II. – Mezinárodní olympijský výbor
- Kapitola III. – Mezinárodní federace
- Kapitola IV. – Národní olympijské výbory
- Kapitola V. – Olympijské hry

1. Konání, organizace a řízení olympijských her
2. Účast na olympijských hrách
3. Program olympijských her

- Prováděcí texty